# جولي باين (ممثلة)
جولي باين (بالإنجليزية: Julie Payne)‏ هي ممثلة أمريكية، ولدت في 10 يوليو 1940 في لوس أنجلوس في الولايات المتحدة، وتوفي بنفس المكان في 7 يونيو 2019.

## أعمال

### أفلام
- غارفيلد والأصدقاء

### مسلسلات
- غارفيلد والأصدقاء

## وصلات خارجية
- جولي باين على موقع IMDb (الإنجليزية)
- جولي باين على موقع إن إن دي بي (الإنجليزية)